# Haloniscus anophthalmus
Haloniscus anophthalmus är en kräftdjursart som beskrevs av Taiti, Ferrara och Thomas M. Iliffe 1995. Haloniscus anophthalmus ingår i släktet Haloniscus och familjen Scyphacidae. Inga underarter finns listade i Catalogue of Life.